# Urva auropunctata
Urva auropunctata is een zoogdier uit de familie van de mangoesten (Herpestidae). De wetenschappelijke naam van de soort werd voor het eerst geldig gepubliceerd door Brian Houghton Hodgson in 1836.

## Voorkomen
De soort komt voor in Afghanistan, Bangladesh, Bhutan, India, Irak, Iran, Nepal en Pakistan. Mogelijk komt de soort ook voor in China, Laos, Myanmar en Vietnam. De soort is daarnaast ook geïntroduceerd op Fiji, Hawaï, Mauritius, Okinawa, een aantal Kroatische eilanden en verschillende Caribische eilanden, waar het als invasieve soort wordt beschouwd.